# Domingo Salvador Castagna
Domingo Salvador Castagna (n. General La Madrid, 12 de enero de 1931) es un sacerdote católico argentino, actual arzobispo emérito de Corrientes,

## Biografía
Estudió en el Seminario Metropolitano de Buenos Aires y fue ordenado sacerdote en diciembre de 1955. Fue vicario del santuario de Nuestra Señora de Luján en la Capital Federal, luego en la del Pilar y en la Sagrada Eucaristía. Pasó a la diócesis de Rafaela junto a su primer obispo, Vicente Faustino Zazpe, del cual fue secretario. Tras estudiar tres años en la Pontificia Universidad Lateranense en Roma y en el Instituto Lumen Vitae de Bruselas, regresó a Buenos Aires, donde fue profesor de teología en la Universidad del Salvador y en la Universidad Católica Argentina. Fue vicario en la parroquia Inmaculada Concepción, del barrio de Belgrano. Fue párroco de la parroquia Sagrada Familia y de la iglesia del monasterio de Santa Catalina de Siena; junto con este nombramiento fue designado director del Consejo Pastoral Arquidiocesano.
El 24 de noviembre de 1978, fue nombrado obispo titular in partibus infidelium de Germania de Numidia y obispo auxiliar de la arquidiócesis de Buenos Aires. Fue consagrado obispo un mes más tarde por el cardenal Juan Carlos Aramburu. Fue representante de la iglesia católica en la Comisión Nacional de Justicia y Paz y miembro del Equipo Episcopal de Pastoral Social.
El 28 de agosto de 1984 fue nombrado obispo de San Nicolás de los Arroyos. Fue presidente de la Comisión Episcopal de Ministerios, de la Conferencia Episcopal Argentina, y,de la Comisión Episcopal de Vida Consagrada.
Durante su gestión nació la devoción a la Virgen del Rosario de San Nicolás, nacido de la revelación que habría recibido una mujer del pueblo, Gladys Quiroga. El obispo creó una comisión investigadora para evaluar la condición psiquiátrica de la mujer, que concluyó que no presentaba ninguna anormalidad. Castagna comenzó a presidir una celebración mensual en el "Campito de la Virgen", y pronto comenzó la construcción de un santuario para la misma.
Modificó la estructura de las visitas pastorales a las parroquias de su diócesis, instalándose por una o dos semanas en cada parroquia y reuniéndose con toda la gente que podía. Logró la instalación de un convento de monjas Carmelitas Descalzas, el Seminario Diocesano y la Escuela del Ministerio para diáconos permanentes, la Asociación de las Hermanas del Santuario de la Virgen de San Nicolás y promovió la beatificación de la hermana María Crescencia Pérez.
Llamó la atención la homilía pronunciada en la planta de Somisa durante la crisis de su privatización, en medio de una huelga, en que declaró que la conveniencia o no de la privatización era una cuestión técnica que correspondía a los técnicos en economía resolver, pero solicitaba que se tuviese en cuenta que el hombre está por encima del capital. En pocos meses, los empleados de la fábrica disminuyeron de 13 000 a 4 000, dejando 9 000 nuevos desocupados en las ciudades de San Nicolás y Ramallo.
El 22 de junio de 1994 fue nombrado arzobispo de Corrientes, asumiendo el cargo el 27 de agosto de 1994. Es miembro de la Comisión de Liturgia y delegado para los Congresos Eucarísticos de la Conferencia Episcopal Argentina, y presidente del Departamento para la Vida Consagrada del Consejo Episcopal Latinoamericano (CELAM).
Renunció al cargo de arzobispo por razones de edad el 27 de septiembre de 2007, y desde entonces continúa residiendo en la ciudad de Corrientes y ejerce activamente como arzobispo emérito.

## Obra publicada
- Misión evangelizadora de la Vida Consagrada (1976)
- Eucaristía, anonadamiento y amor (1987)
- María, Maestra de vida. (1989)
- Muéstranos al Padre. (1991)
- Ser pobre, hacia una cultura de la pobreza. (1994)
- Ser Santo...¿es posible hoy?. (1997)
- El secreto de Teresa de Lisieux (1997)
- Homilías (1986-1990)
- Homilías (1990-1994)